# Хубежты, Саба Омарович
Саба Омарович Хубежты (10 января 1986, Беслан, Северо-Осетинская АССР, РСФСР, СССР) — российский борец вольного стиля, обладатель и серебряный призёр Кубка мира в команде. Старший брат борца Кахабера Хубежты.

## Карьера
В январе 2011 года в Красноярске в финале Гран-При имени Ивана Ярыгина встречался со своим братом Кахабером, который отдал ему победу. В марте 2011 года в составе сборной России принимал участие на Кубке мира в Махачкале, который выиграл. 22 июня 2014 года на чемпионате России захватывающе протекала схватка за бронзовую медаль между Сабой Хубежты и Арсланом Арслановым. Опытный осетинский борец сразу же захватил инициативу и к перерыву вёл со счетом 6:0. Однако после отдыха картина на ковре полностью изменилась, и уже дагестанский вольник диктовал условия. Во втором периоде он набрал 7 безответных баллов, принесших ему успех.

## Спортивные результаты
- Кубок мира по борьбе 2011 (команда) — ;
- Кубок мира по борьбе 2011 — 8;
- Чемпионат России по вольной борьбе 2014 — 5;
- Кубок мира по борьбе 2013 (команда) — ;
- Кубок мира по борьбе 2013 — 9;